# アマニンアミド
アマニンアミド(Amaninamide)は、環状ペプチドである。テングタケ属、キツネノカラカサ属、ケコガサタケ属等のキノコに含まれるアマトキシン類の1つである。α-アマニチンと比べ、トリプトファンのヒドロキシル基を欠いている。これにより紫外吸収スペクトルは変わるが、毒性は変わらない。

## 毒性
他のアマトキシン類と同様に、アマニンアミドはRNAポリメラーゼIIの阻害剤となる。摂取されるとRNAポリメラーゼIIと結合して、mRNA合成を完全に妨げることで、効率的に肝細胞や腎臓細胞の細胞溶解を引き起こす。